# Chrysina karschi
Chrysina karschi är en skalbaggsart som beskrevs av Anton Franz Nonfried 1891. Chrysina karschi ingår i släktet Chrysina och familjen Rutelidae. Inga underarter finns listade i Catalogue of Life.